# パワフルプロ野球 栄冠ナイン クロスロード
『パワフルプロ野球 栄冠ナイン クロスロード』は、コナミデジタルエンタテインメントより配信されたスマートフォン向けゲームアプリ。2023年9月20日サービス開始。基本プレイ無料（アイテム課金制）。2024年7月よりコンシューマプラットフォーム（Nintendo Switch・PlayStation 4）へのサービスを開始（2025年11月12日サービス終了予定）。

## ゲームシステム
高校の野球部の監督となり、チームを育成し、甲子園を目指すモード。本作では特待生スカウトというモードがあり、パワフルプロ野球のキャラクターを選手やマネージャーとして獲得することが出来る。栄冠ナインモードの夏大会後に保存される栄冠チームと呼ばれるもので甲子園リーグをプレイすることができ、上位に入るとゲーム内で報酬を獲得できる。

## 開発
題名の「クロスロード」は入学や卒業といった「青春の岐路」を意味すると同時に、クロスプラットフォームプレイに合わせてより多くのファンにプレイと交流をしてもらいという思いもあると開発スタッフはファミ通とのインタビューの中で述べている。
本作はモバイルでも遊べるよう、プレイ時間の短縮が行われた。具体的には進行画面におけるテキスト早送り機能や、打席結果のみの閲覧機能などが当てはまる。一方で、栄冠らしさを感じられるところは変わらないよう細心の注意が払われた。

## その他
2024年の家庭用版配信開始と同時に、モバイル版と家庭用版のデータ連携がスタート。さらには「パワフルプロ野球2024-2025」にデータを移動させることも可能。

## 外部サイト
- 公式サイト
- パワフルプロ野球 栄冠ナイン クロスロード (@pawa_eikan573) - X（旧Twitter）

| スタブアイコン | サブスタブ | この項目は、まだ閲覧者の調べものの参照としては役立たない、コンピュータゲームに関連した書きかけの項目です。この項目を加筆・訂正などしてくださる協力者を求めています（P:コンピュータゲーム/PJ:コンピュータゲーム）。 |